# Макаркин, Николай Петрович
Николай Петрович Макаркин (род. 10 декабря 1943, село Новое Пшенево, Мордовская АССР) ― советский и российский учёный, педагог. Доктор экономических наук, профессор; ректор Мордовского государственного университета имени Н. П. Огарёва в 1991―2010 гг; президент Мордовского университета в 2010—2025 гг. Заслуженный деятель науки Российской Федерации (1993).

## Биография

### Научно-педагогическая деятельность
Родился 10 декабря 1943 года в селе Новое Пшенево, Мордовская АССР. В 1964 году окончил Рязанский государственный радиотехнический университет, в 1968 году ― МГУ имени Н. П. Огарева году и аспирантуру Института экономики АН СССР ― в 1971. После этого вернулся в Мордовию и начал работу в МГУ имени Н. П. Огарева. В 1972 году ему была присвоена учёная степень кандидата экономических наук, а в 1984 году ― доктора экономических наук. Доцент (1977), профессор (1985). Заведующий кафедрой статистики и машинной обработки экономической информации в 1981―1989 гг, кафедры управления производством в 1989―1994 гг. и кафедру менеджмента в 1994―2004 гг. Заведующий кафедрой экономики и логистики с 2004 года и по настоящее время. Декан экономического факультета в 1983―1991 гг. Ректор Мордовского университета в 1991―2010 гг. Президент Мордовского университета с 2010 года и по настоящее время.
Заложил основы нового направления ― экономической теории надёжности техники. Является руководителем научно-педагогической школы в области оценки экономической эффективности хозяйственных решений, основателем двух научных изданий ― международного научного журнал «Финно-угорский мир» и журнала «Интеграция образования».
Подготовил 5 докторов и 43 кандидата наук. Опубликовал около 300 научных и учебно-методических работ, в том числе 15 монографий и 39 учебников и учебных пособий.
По данным вольного сетевого сообщества «Диссернет», являлся научным руководителем кандидатской диссертации, которая содержит масштабные заимствования, не оформленные как цитаты.

### Общественная деятельность
Избирался Народным депутатом России (1990―1993), был членом Конституционной комиссии, членом Комитета Верховного Совета РФ по вопросам экономической реформы и собственности, входил в состав фракции «Свободная Россия». Также избирался депутатом Государственного Собрания Республики Мордовия (1995―2003, 2007―2011 гг.). Был членом Совета Российского союза ректоров, заместителем председателя Совета ректоров Приволжского федерального округа. Возглавлял Совет ректоров вузов Республики Мордовия, Мордовский региональный центр науки, образования и культуры, Региональный научный центр Поволжского отделения Российской академии образования, Мордовское региональное отделение общественной организации «Академия проблем качества», Региональное отделение Вольного экономического общества России. Является главным редактором журналов «Вестник Мордовского университета» и «Интеграция образования».

### Коммерческая деятельность
В 2002 году стал владельцем 20 % доли в ООО «Алатырская бумажная фабрика» (г. Алатырь, Чувашская республика), производит бумагу и картон. В 2018 году передал 10 % дочери, В. Н. Макаркиной. Чистая прибыль предприятия в 2018 году составила 305 млн.руб.

## Санкции
6 марта 2022 года после вторжения России на Украину подписал письмо в поддержу российской агрессии. С 9 июня 2022 года находится под персональными санкциями Украины за поддержку войны. Также был внесён ФБК в список коррупционеров и разжигателей войны за поддержку нападения на Украину, 16 марта 2022 года форумом свободной России внесён в «Список Путина» и доклад «поджигателей войны» с предложением введения против него международных санкций.

## Награды
Награждён орденом «За заслуги перед Отечеством» IV степени (2007), орденом Почёта (1999), орденом преподобного Сергия Радонежского II степени, орденом Слава Республики Мордовия III степени, ведомственными наградами. Лауреат Огаревской премии и Государственной премии Республики Мордовия, неоднократно удостоен почетного знака «Ректор года». Заслуженный деятель науки Российской Федерации (1993).